# El milagro de sal
El milagro de sal és una pel·lícula de drama social colombiana de 1958 dirigida pel mexicà Luis Moya Sarmiento, qui també era autor del guió. Fou estrenada com a part de la selecció oficial del Festival Internacional de Cinema de Sant Sebastià 1958, encara que no va obtenir cap premi. Es tracta d'un melodrama amb influències del neorealisme italià.

## Argument
Ambientada en una mina de sal que va patir un accident l'any 1932. Un periodista de Bogotà a la recerca de reportatge recorda aquests fets, i després d'investigar els fets viatja a l'indret per tal d'entrevistar els supervivents. Enrique Pontón mostra una veu en off on relata els fets durant tota la pel·lícula.

## Repartiment
- Teresa Quintero
- Julio Sánchez Vanegas
- Bernardo Romero Lozano
- Betty Valderrama
- Hugo Pérez
- David Manzur